# European Bowl de corfbol
La European Bowl és el campionat d'Europa "B" de corfbol.
La Federació Internacional de Corfbol va decidir anomenar també aquest trofeu com a Jan Hanekroot, en honor d'una de les persones més involucrades en el món del corfbol, desaparegut poc abans.
A partir de la segona edició la competició s'organitza en dues divisions (Est i Oest), jugant-se la final en el campionat mundial posterior.
La Selecció catalana de corfbol es va proclamar campiona de la primera edició, aconseguint el seu primer títol oficial continental.
| European Bowl de corfbol |      |         |                      |                      |                  |                   |
|                          | Any  |         | Seu                  | Campions             | 2a posició       | 3a posició        |
| I                        | 2005 | Detalls | Catalunya            | Catalunya            | Rússia           | Portugal          |
| II                       | 2007 | Detalls | Luxemburg i Sèrbia   | Eslovàquia           | País de Gal·les  | (2 divisions)     |
| III                      | 2009 | Detalls | Luxemburg Eslovàquia | Gal·les · Eslovàquia | Escòcia · Sèrbia | Irlanda · Turquia |